# American Horse I

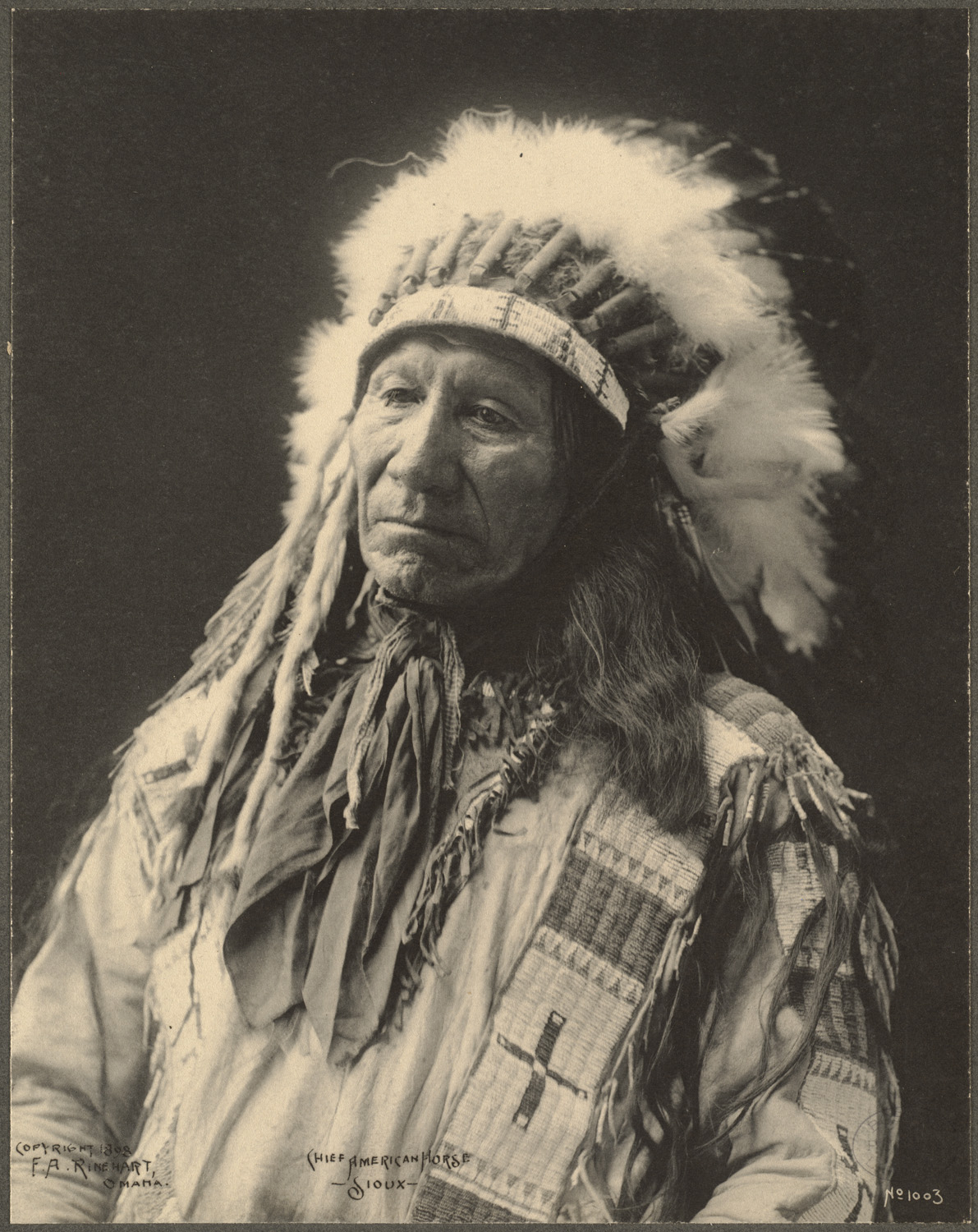
Es gibt zwei Oglala-Häuptlinge namens American Horse; „American Horse II/American Horse the Younger“ (oben) und „American Horse I/American Horse the Elder“ – von Letzterem gibt es gleich seinem Freund Häuptling Crazy Horse (Tȟašúŋke Witkó) keine bekannten Fotografien oder Bilder

American Horse I („Amerikanisches Pferd“) (* um 1830; † 9. September 1876) war ein Häuptling der Waglúȟe Band der Oglala-Lakota-Sioux.
American Horse I war unter den Lakota berühmt, da es ihm oft gelang der feindlichen US-Kavallerie deren Pferde zu stehlen (und diese somit an Operationen gegen die verbündeten Stämme zu hindern); daher war er unter den Lakota als Mílahaŋska Tȟašúŋke Ikíču („Er raubt die Pferde der Langmesser, d. h. der Amerikanischen Armee/Amerikaner“) bekannt. Die heute übliche Bezeichnung als American Horse ist eine fehlerhafte englische Übersetzung seines ursprünglichen Lakota-Namens, heute wird irrtümlicherweise auch auf Lakota sein Name fälschlicherweise als Wašíču(ŋ) Tȟašúŋke (wörtlich: „Er besitzt das Pferd eines weißen Mannes, d. h. eines Amerikaners“; kurz: „Amerikanisches Pferd“) angegeben. Dies führt jedoch oft zur Verwechslung mit seinem Neffen American Horse II (Wašíču(ŋ) Tȟašúŋke), der ebenfalls ein Häuptling der Waglúȟe Band der Oglala war. Um beide Personen voneinander zu unterscheiden, wird „American Horse I (Mílahaŋska Tȟašúŋke Ikíču)“ auch als American Horse the Elder und „American Horse II (Wašíču(ŋ) Tȟašúŋke)“ als American Horse the Younger bezeichnet.
American Horse kämpfte zusammen mit Red Cloud, Crazy Horse und Sitting Bull gegen die Unterwerfung durch die Weißen. Am 1. August 1867 attackierte er mit etwa 500 Kriegern eine zum Einbringen von Heu aus dem Fort C. F. Smith (Montana) ausgerückte Einheit der US-Armee. Obwohl die Weißen unvorbereitet waren, erlitt American Horse eine Niederlage. Seine Krieger wurden von der Feuerkraft der neuen, modernen Springfield-Hinterladergewehre der Weißen überrascht. Der Überfall ging als Kampf im Heufeld in die Geschichte ein.
Am 19. März 1868 griff er zusammen mit Crazy Horse die Old Horseshoe Station am North Platte River an und vernichtete dort eine Patrouille der US-Infanterie fast vollständig. Etwas später gaben die Weißen ihre Interessen im Gebiet zwischen North Platte River und Yellowstone River gegenüber den vereinten Lakota, Arapaho und Cheyenne im Vertrag von Fort Laramie 1868 vorläufig auf.
Der Frieden dauerte nur wenige Jahre. Nach den Ereignissen um die Schlacht am Little Bighorn, an der auch American Horse teilgenommen hatte, wurde sein Tipi-Dorf, das bei Slim Buttes im US-Bundesstaat South Dakota errichtet worden war, am 9. September 1876 von US-General George Crook angegriffen. In einem Hagel von Schrotkugeln schwer verwundet, konnte American Horse noch die Kapitulation vor Crook aussprechen und so einem Teil seiner Leute das Leben retten, bevor er kurz darauf seinen Verwundungen erlag.
Seine Bemühungen um ein gerechteres Los für seinen Stamm wurden von seinem Neffen American Horse II fortgeführt.

## Anmerkung
In der Geschichte dieser beiden Häuptlinge scheint es einige Unstimmigkeiten zu geben. So soll u. a. der bei Slim Buttes getötete Mann nicht American Horse I, sondern ein «einfacher» Krieger gewesen sein ... Näheres ist in dem Weblink Amerikanische Stämme bei American Horse II zu erfahren.